# Giovanni Simeoni
Giovanni Simeoni (12 de julho de 1816 - 14 de janeiro de 1892) foi um cardeal italiano da Igreja Católica Romana que serviu como prefeito da Sagrada Congregação para a Propagação da Fé de 1878 até sua morte, e foi elevado ao cardinalato em 1875.

## Biografia
Giovanni Simeoni nasceu em Paliano; seu pai era um majordomo da família Colonna. Ele freqüentou o seminário em Palestrina antes de ir a Roma para estudar no Collegio Romano e na Universidade La Sapienza, onde estudou teologia e direito canônico. A família Colonna subsidiou seus estudos.
Simeoni foi ordenado ao sacerdócio em 1839. Ele então serviu como preceptor dos filhos do príncipe Colonna, e como professor de filosofia e teologia no Ateneu Urbano Pontifício da Propaganda Fide. Depois de ter sido elevado ao posto de Privado Chamberlain de Sua Santidade, ele foi nomeado auditor da nunciatura para a Espanha e Prelado Nacional de Sua Santidade (1857). Simeoni mais tarde tornou-se adiutor ab actis da Sagrada Congregação para a Propagação da Fé e serviu como Congregação do secretário 1868-1875.
Em 5 de março de 1875, Simeoni foi nomeado núncio na Espanha e arcebispo titular de Calcedônia pelo papa Pio IX. O Papa Pio também secretamente ( in pectore ) elevou-o ao Colégio dos Cardeais no consistório de 15 de março daquele mesmo ano. Simeoni recebeu sua consagração episcopal no dia 4 de abril do cardeal Alessandro Franchi, com os arcebispos Edward Henry Howard e Pietro Villanova Castellacci servindo como co-consagradores, na capela do Ateneu Urbano Pontifício de Propaganda Fide..
Simeoni foi publicado como Cardeal Sacerdote de San Pietro in Vincoli no consistório de 17 de setembro de 1875. Entre 18 de dezembro de 1876 e a morte do Papa Pio IX em 7 de fevereiro de 1878, ele também serviu como Secretário de Estado do Vaticano, Prefeito do Sagrada Congregação dos Assuntos Públicos Eclesiásticos, Prefeito do Palácio Apostólico e Administrador do Patrimônio da Santa Sé; Pio IX designou-o também como executor de seu testamento.
O Cardeal participou do Conclave de 1878, que resultou na eleição do Papa Leão XIII, que o confirmou como Prefeito do Palácio Apostólico e Administrador do Patrimônio da Santa Sé. De 1878 até sua morte, ele serviu como Protetor do Pontifício Colégio Norte Americano em Roma. Simeoni foi nomeado Prefeito da Sagrada Congregação para a Propagação da Fé, também conhecido como o "Papa Vermelho", em 5 de março de 1878, e presidente dos seminários missionários de Roma em 1 de janeiro de 1885. De 27 de março de 1885 a 15 de janeiro de 1886, ele serviu como Camerlengo do Sacro Colégio dos Cardeais .
O cardeal Simeoni morreu em Roma, aos 75 anos de idade. Depois de ficar em estado na igreja do Ateneu Urbano Pontifício de Propaganda Fide, foi enterrado na capela do mesmo ateneu no cemitério Campo Verano. Simeoni também deixou sua notável coleção de arte para o papa em seu testamento.